# Mad Heidi
Mad Heidi ist ein Schweizer Spielfilm aus dem Jahr 2022 von Johannes Hartmann und Sandro Klopfstein mit Alice Lucy in der Titelrolle, David Schofield als Alpöhi und Casper Van Dien als Präsident Meili. Timo Vuorensola, Regisseur der beiden Iron Sky-Filme, war ausführender Produzent.

## Handlung
Heidi lebt mit ihrem Freund Geissenpeter und ihrem Grossvater Alpöhi in den Bergen. Geissenpeter kommt dem Schweizer Präsidenten und Käse-Magnaten Meili in die Quere, indem er seinen eigenen Käse vertreibt, was dem Monopolisten Meili missfällt. Zur Strafe wird Peter vor Heidis Augen von Kommandant Knorr hingerichtet, Heidi wird verhaftet und in ein in den Bergen gelegenes Frauengefängnis gebracht.
Dort wird sie von ihren Mithäftlingen misshandelt und gezwungen, den Käse des Monopolisten Meili zu essen, damit sie stark wird, um am brutalen Schwingfest teilzunehmen. Heidi tötet die Gefängnisdirektorin und ihr gelingt die Flucht. In einem Kloster trifft sie auf Helvetia und entwickelt sie sich zur rebellischen Amazone, die wild entschlossen ist, den Käsefaschisten das Handwerk zu legen. Bei einem ihrer Feldzüge wird sie gefangen genommen und zur Teilnahme am Schwingfest gezwungen. Dort kann sie ihre Gegnerinnen besiegen und zusammen mit ihrem Großvater und anderen Mitgliedern der Widerstandsbewegung tötet sie Meili.

## Produktion und Hintergrund
Die Dreharbeiten fanden an 27 Drehtagen vom 17. September bis zum 26. Oktober 2021 in der Schweiz statt. Drehorte waren unter anderem Burgdorf, Erlach, die Engstligenalp und das Freilichtmuseum Ballenberg.
Produziert wurde der Film von der A Film Company GmbH, beteiligt war das Schweizer Radio und Fernsehen. Den Weltvertrieb übernahm die Swissploitation Films GmbH. Die Finanzierung erfolgte hauptsächlich durch Crowdfunding, von 538 Investoren aus 19 Ländern wurden rund zwei Millionen Schweizer Franken eingesammelt. Der finnische Produzent Tero Kaukomaa hatte zuvor für Iron Sky via Crowdfunding Geld gesammelt. Der Kriminalbiologe Mark Benecke wirkte als Co-Produzent mit.
Die Kamera führte Eric Lehner, die Montage verantworteten Jann Anderegg, Claudio Cea und Isai Oswald. Die Musik schrieb Mario Batkovic, das Kostümbild gestaltete Nina Jaun und das Szenenbild Myriam Kaelin. Für die britisch-katalanische Schauspielerin Alice Lucy, Trägerin des schwarzen Gürtels in Taekwondo, war dies die erste Rolle in einem Langfilm. Ursprünglich war für die Titelrolle Jessy Moravec vorgesehen.

## Veröffentlichung
Premiere war am 7. September 2022 am Brussels International Fantastic Film Festival, wo der Film mit dem Publikumspreis ausgezeichnet wurde. Am Zurich Film Festival 2022 wurde die Produktion als Special Screening gezeigt.
Der Kinostart in Deutschland, Österreich und der Schweiz war am 24. November 2022, am 8. Dezember 2022 wurde der Film auf der Website veröffentlicht.
Im Juni 2023 wurde der Film auf Ultra HD Blu-ray veröffentlicht. Im Dezember 2023 erschien die Produktion auf DVD, Blu-ray und 4K-Disc.

## Rezeption
Lutz Granert vergab auf Filmstarts.de drei von fünf Sternen. Auch wenn die Gag-Bandbreite etwas grösser hätte ausfallen können, so mache der Film durch viele oftmals auch versteckte Filmanspielungen Spass.
Sandro Götz meinte auf outnow.ch, dass der Film ab der ersten Minute bestens unterhalte und einen bis zum grossen Finale nicht mehr loslasse. Der Film sei voller lustiger Gags und Klischees über die Schweiz und eine Parodie auf fehlgeleitete Monarchie und Grössenwahn, auch wenn vereinzelte Splatter-Szenen zum Ekeln einladen.
Michael Sennhauser schrieb auf srf.ch, dass der Film Erwartungen verlässlich erfülle und damit den zentralen Aspekt der Exploitation umsetze. Das Verblüffendste sei die unangestrengt beiläufige Diversität. Dass das weniger auffalle als bei Hochglanzproduktionen, habe damit zu tun, dass das trashige Exploitation-Kino schon immer seismografisch funktioniert hat: Gib dem Publikum, was es will, aber ohne Botschaft.
Sebastian Seidler dagegen kritisierte den Film auf ZEIT Online als „unerträglich bieder und vorhersehbar“ und biedersten Fanservice, der sich in Look und Gestus zwar von den Marvel-Superheldenfilmen der Gegenwart unterscheide, aber ebenso Stangenware sei. Am laufenden Band gebe es „Brüste, Hintern und Gedärm“ zu sehen, dazu „Gefängnistrash und Naziquatsch“.
Rouven Linnarz bewertete den „sehr unterhaltsame Exploitation-Film, der Action und Komödie vereint“ auf film-rezensionen.de mit sieben von zehn Punkten. Jeder Einstellung ihres Filmes würde man die große Liebe von Hartmann und Klopfstein für dieses Genre ansehen, und neben einer tollen Hauptdarstellerin habe die Produktion sehr viele kurzweilige, blutige und urkomische Momente zu bieten.
Laut Matthias Greuling von der Wiener Zeitung glänze die Produktion „durch perfekte Tricks und tolle Bilder, ein simples, aber effektives Marketingkonzept, käsetriefend überzeichnete Figuren und ein Schweiz-Bild, das dieser Nation einen Zerrspiegel fürs Ego vorhält.“

## Auszeichnungen
Brussels International Fantastic Film Festival 2022
- Auszeichnung mit dem Publikumspreis[11]

Vancouver Horror Show 2022
- Auszeichnung Bester Spielfilm